# Мемориальная доска Гончарову
Мемориальная доска Гончарову — мемориальная доска, посвящённая писателю Ивану Александровичу Гончарову, установленная на Доме Гончарова в Ульяновске.

## История
Мемориальная доска из чёрного шведского гранита работы Ботта с бронзовым барельефом И. А. Гончарова, отлитым в художественной мастерской В. В. Гаврилова по эскизу скульптора Б. М. Микешина, весом 70 пудов (1,2 тонны) была доставлена в Симбирск в начале августа 1907 года. Доска с барельефом писателя, окаймлённым лавровой ветвью, и выгравированной под ним надписью: «Здѣсь родился / Иванъ Александровичъ / Гончаровъ / 6-го Iюня 1812 г.» была установлена на северо-западном углу здания между первым и третьим этажами в специально устроенной для этого нише. Открытие и освящение мемориальной доски состоялось 16 сентября 1907 года.

## Галерея
- Дом Гончарова, современный вид.
- Дом Гончарова — дом, где родился писатель.
- Открытие мемориальной доски И. А. Гончарова (Симбирск, 1907).
- Мемориальная доска Гончарову.